# Спенсер Таррін
Спенсер Таррін (англ. Spencer Turrin; нар. 29 серпня 1991) — австралійський веслувальник, олімпійський чемпіон 2020 року, чемпіон світу.

## Виступи на Олімпіадах
| Олімпіада           | Дисципліна | Місце |
| ------------------- | ---------- | ----- |
| Ріо-де-Жанейро 2016 | двійки     | 6     |
| Токіо 2020          | четвірки   | 1     |
| Париж 2024          | вісімки    | 6     |

## Зовнішні посилання
- Спенсер Таррін — олімпійська статистика на сайті Sports-Reference.com (англ.) (архівна версія)
- Спенсер Таррін на сайті Міжнародної федерації веслувального спорту